# Daniel Maliszewski
Daniel Maliszewski (ur. 13 czerwca 1983 w Kwidzynie) – polski chirurg ogólny, chirurg piersi, w trakcie specjalizacji z chirurgii onkologicznej, dr nauk medycznych, jeden z prekursorów chirurgii obrzęku chłonnego w Polsce, jako jeden z 6 osób posiadających w Polsce zdany Europejski Egzamin z Chirurgii Piersi – EBSQ in Breast Surgery.

## Życiorys
Urodzony w Kwidzynie 13 czerwca 1983 r.
W latach 1998–2002 uczęszczał do I Liceum Ogólnokształcącego im. Władysława Gębika.
W latach 2002–2008 studiował na Wydziale Lekarskim Akademii Medycznej w Gdańsku.
Aktywnie udzielał się w stowarzyszeniu IFMSA Poland.
Dwukrotnie pełnił funkcję przewodniczącego SKN przy Klinice Chirurgii Onkologicznej
W latach 2004–2008 uczestniczył w pracach Komisji Dyscyplinarnej ds. Studenckich oraz Komisji ds. Wydawnictw Akademii Medycznej w Gdańsku.
W latach 2004–2008 członek Uczelnianej Komisji Rekrutacyjnej na Sokratesa.
W latach 2004–2008 członek: Rady Wydziału Lekarskiego oraz Kolegium Elektorskiego Akademii Medycznej w Gdańsku.
W latach 2008–2009 pracował jako redaktor medyczny w serwisach onkonet.pl i zdrowie.med.pl.
Po odbyciu stażu podyplomowego rozpoczął specjalizację z chirurgii ogólnej w ramach rezydentury w Klinice Chirurgii Onkologicznej Uniwersyteckiego Centrum Klinicznego w Gdańsku.
W 2016 r. uzyskał tytuł specjalisty chirurgii ogólnej oraz za pracę „Porównanie ekspresji biomarkerów w guzie pierwotnym i we wznowie miejscowej u chorych nai” otrzymał tytuł doktora nauk medycznych.
Obecnie jest w trakcie specjalizacji z chirurgii onkologicznej.
W roku 2016 zdał (jako jedna z 6 osób w Polsce) Europejski Egzamin z Chirurgii Piersi – EBSQ in Breast Surgery.
Posiada studia podyplomowe z zakresu Finansów i Zarządzania w Służbie Zdrowia, odbyte w Wyższej Szkole Zarządzania w Gdańsku.
Na co dzień pracuje w Oddziale Chirurgii Ogólnej i Onkologicznej Wojewódzkiego Szpitala Specjalistycznego im. J. Korczaka w Słupsku, Oddziale Chirurgii Onkologicznej Szpitala Specjalistycznego w Kościerzynie.
W 2017 otrzymał nagrodę Lekarz Roku plebiscytu „Głosu Pomorza” Hipokrates.

## Działalność kliniczna
Jeden z prekursorów chirurgii obrzęku chłonnego w Polsce – w 2019 zainaugurował rozpoczęcie w Słupsku „Pomorskiego Programu Diagnostyki i Leczenia Obrzęku Chłonnego”.
Zajmuje się chirurgią onkologiczną i plastyczną gruczołu piersiowego. Szczególne zainteresowania to chirurgia rekonstrukcyjna z wykorzystaniem technik płatowych i mikrochirurgicznych.

## Działalność naukowa
Corocznie organizuje warsztaty z zakresu chirurgii piersi i chirurgii rekonstrukcyjnej dla uczestników z Polski oraz Europy. W 2020 odbędzie się VIII edycja warsztatów.
W ramach działalności chirurgicznej i naukowej ściśle współpracuje wieloma Klinikami zagranicznymi, między innymi Kliniką Chirurgii Plastycznej, Sana Krankenhaus Gerresheim Klinik w Düsseldorfie oraz Kliniką Ginekologii Helios Klinikum Bad Saarow.
Uczestnik 25 staży zagranicznych i 30 zagranicznych kursów praktycznych.

## Prace naukowe
- Maliszewski D., Jastrzębski T., Drucis K., Kopacz A.: Czynniki prognostyczne w raku jelita grubego – co możemy dodać do standardu?, „Współczesna Onkologia” 2008, vol. 12, 5 (92).
- Maliszewski D., Polec T., Jastrzębski T.: Resekcja torbieli krezkowej metoda klasyczną – opis przypadku i przegląd piśmiennictwa, „Polski Przegląd Chirurgiczny” IX 2009 (t. 81), nr 9.
- Jastrzębski T., Drucis K., Polec T., Maliszewski D., Jaśkiewicz J.: Śluzak rzekomy otrzewnej – wskazanie do cytoredukcji i dootrzewnowej chemioterapii perfuzyjnej w hipertermii, „Cancer Surgery”, 1/2010.
- Maliszewski D., Jastrzębski T.: Rak piersi u mężczyzny – opis przypadku i przegląd dostępnych metod leczenia, „Współczesna Onkologia” (2009) vol. 13, 3 (150–153).
- Maliszewski D., Jaśkiewicz J., Chruścicka I., Rak P.: Wskazania do przeprowadzenia procedury biopsji mammotomicznej pod kontrolą USG (VABB) – próba opracowania nowych wytycznych na podstawie dostępnego piśmiennictwa – VIII Ogólnopolska Konferencja Naukowa „Diagnostyka i Leczenie Raka Piersi” w Falentach – książka abstrakt + wystąpienie ustne.
- Maliszewski D, Jaśkiewicz J.: Pozyskiwanie i zastosowanie komórek macierzystych u chorych onkologicznych – doświadczenia własne oraz przegląd piśmiennictwa, XVII Zjazd Towarzystwa Chirurgii Onkologicznej, Międzyzdroje – sesja plakatowa.
- Stojcev Z., Maliszewski D., Pawłowska-Stojcev I., Kasprzyk T., Jaśkiewicz J.: Rozlany naczyniak jamisty odbytnicy (DCHR) – Diagnostyka i leczenie – opis przypadku oraz przegląd dostępnego piśmiennictwa, „Polski Przegląd Chirurgiczny” – przyjęte do druku.
- Zoran Stojcev, Maciej Bobowicz, Daniel Maliszewski, Iwona Pawłowska-Stojcev, Janusz Jaśkiewicz: Resekcja żołądka z nagłych wskazań z przezrozworową resekcją przełyku: trudna decyzja podczas dyżuru, „Nowotwory Journal of Cancer”, vol. 62, nr 6 (2012).